# Jeż Jerzy (film)
Jeż Jerzy – polski film animowany z 2011 roku oparty na komiksie stworzonym przez Rafała Skarżyckiego i Tomasza Leśniaka.

## Ekipa i obsada
Reżyseria:
- Tomasz Leśniak
- Wojtek Wawszczyk
- Jakub Tarkowski

Scenariusz: Rafał Skarżycki

Obsada:
- Borys Szyc – Jeż Jerzy
- Maciej Maleńczuk – Lilka
- Maria Peszek – Yola
- Michał Koterski – Zenek
- Leszek Teleszyński – Polityk
- Sokół – Stefan
- Wojtek Wawszczyk – Klon
- Krystyna Tkacz – Mama Stefana
- Marcin Hycnar – Krzyś
- Grzegorz Pawlak – Profesor
- Jarosław Boberek – Asystent
- Bilon – Więzień
- Bogusław Linda – on sam

Producent: Stanisław Dziedzic (Film Produkcja), Maciej Ślesicki (Paisa Films)

Animacja: Wojtek Wawszczyk, Jakub Tarkowski, Tomasz Nowik, Anna Błaszczyk, Wojtek Jakubowski, Piotr Gołąbek

Opracowanie plastyczne: Tomasz Leśniak, Kamil Kochański, Olaf Ciszak, Mariusz Arczewski, Janusz Ordon, Marcin Ponomarew